# Miguel Ángel Rubiano
Miguel Ángel Rubiano Chávez (Bogota, 3 oktober 1984) is een Colombiaans wielrenner die anno 2018 rijdt voor Coldeportes Zenú Sello Rojo.
In augustus 2008 werd hij door de UCI voor zes maanden geschorst nadat hij in de Regio Tour dat jaar betrapt was op het gebruik van Octopamine.
Hij wist al verschillende kleinere Italiaanse koersen te winnen. Ook wist hij veel ereplaatsen te halen (vooral in Italiaanse wedstrijden). Op 11 mei 2012 kwam, na een goed voorjaar in Italië, zijn eerste grote zege: de zesde etappe in de Ronde van Italië.

## Belangrijkste overwinningen
2008
Doble Sucre Potosi GP Cemento Fancesa
1e etappe Ronde van Slowakije
2011
6e etappe Ronde van San Luis
3e etappe Ronde van Slowakije
4e etappe Ronde van Hokkaido
Eindklassement Ronde van Hokkaido
2012
Bergklassement Ronde van San Luis
6e etappe Ronde van Italië
2014
 Colombiaans kampioen op de weg, Elite
2016
1e etappe Ronde van het Qinghaimeer

## Resultaten in voornaamste wedstrijden
| Jaar | Ronde van Italië | Ronde van Frankrijk | Ronde van Spanje |
| ---- | ---------------- | ------------------- | ---------------- |
| 2006 | 103e             |                     |                  |
| 2007 |                  |                     |                  |
| 2008 |                  |                     |                  |
| 2009 |                  |                     |                  |
| 2010 |                  |                     |                  |
| 2011 |                  |                     |                  |
| 2012 | 62e (1)          |                     |                  |
| 2013 | 45e              |                     |                  |
| 2014 | 101e             |                     |                  |
| 2015 |                  |                     | 70e              |

| Jaar | Milaan-San Remo | Luik-Bast.‑Luik | Ronde van Lombardije |  | WK op de weg |
| ---- | --------------- | --------------- | -------------------- |  | ------------ |
| 2006 |                 |                 |                      |  |              |
| 2007 |                 |                 | opgave               |  |              |
| 2008 |                 |                 |                      |  |              |
| 2009 |                 |                 |                      |  | 37e          |
| 2010 |                 |                 |                      |  |              |
| 2011 |                 |                 |                      |  | 128e         |
| 2012 |                 |                 | 23e                  |  | opgave       |
| 2013 | opgave          |                 | 43e                  |  | opgave       |
| 2014 |                 | 104e            | 53e                  |  | opgave       |
| 2015 | 155e            |                 | 42e                  |  |              |

## Ploegen
- 2006 –  Ceramica Panaria-Navigare
- 2007 –  Ceramica Panaria-Navigare
- 2008 –  Centri della Calzatura-Partizan
- 2009 –  Centri della Calzatura
- 2010 –  Meridiana Kamen Team (vanaf 1-4)
- 2011 –  D'Angelo & Antenucci-Nippo
- 2012 –  Androni Giocattoli-Venezuela
- 2013 –  Androni Giocattoli-Venezuela
- 2014 –  Colombia
- 2015 –  Colombia
- 2016 –  China Continental Team of Gansu Bank (vanaf 15-6, tot 25-8)
- 2017 –  Equipo do Ciclismo Coldeportes Zenú
- 2018 –  Coldeportes Zenú Sello Rojo

Ávila · Cano · Castiblanco · Díaz · Duarte · Duque · Martínez · Molano · Pantoja · Paredes · Pedraza · Quintero · B.Ramírez · C.Ramírez · Rubiano · Sarmiento · Torres · Valencia · Barón (stagiair)
Alba · Camacho · Camargo · Cano · Colón · Chaves · Jaramillo · Largo · Laverde · Martínez · Mesa · Muñoz · Ospina · Rubiano